# Nas, Foxy Brown, AZ, and Nature Present The Firm: The Album
Albums par Nas
It Was Written
(1996) I Am...
(1999)
Albums par Foxy Brown
Ill Na Na
(1996) Chyna Doll
(1999)
Albums par AZ
Doe or Die
(1995) Pieces of a Man
(1998)
Albums par Nature
For All Seasons
(2000)
The Album est le 1er et unique album studio du supergroupe de rap américain, The Firm, composé de Nas, AZ, Nature et Foxy Brown. L'album est sorti conjointement sur Aftermath, Interscope et MCA en octobre 1997.

## Le groupe
Le groupe a été actif sur une courte période entre 1996 et 1998. Nas a réuni toute l'équipe avec des producteurs célèbres tels que Dr. Dre et les Trackmasters, réunis autour
du producteur exécutif, Steve Stoute. Ce dernier est l'instigateur principal du projet. Il voulait associer tous ces rappeurs en profitant de leurs carrières en pleine ascension.

## Le conflit avec Cormega
Sur It Was Written, le 2e album de Nas, se trouve le célèbre morceau Affirmative Action avec Foxy Brown, AZ et Cormega. C'est la naissance du groupe. Cependant, pour l'album de The Firm, Nature remplace Cormega. Selon les versions, Cormega ne voulait pas signer de contrat avec Steve Stoute, selon d'autres, Nas préférait Nature. En réponse à cet affront, Cormega enregistra le diss song Fuck Nas and Nature.
Certains membres de The Firm, dont Cormega, se retrouvent en 2020 sur le morceau Full Circle de l'album King's Disease de Nas.

## Liste des titres
| 1.    | Intro                                  |                                                                           |                           | 0:48 |
| 2.    | Firm Fiasco                            | Anthony Cruz, Nasir Jones, Inga Marchand, Chris Taylor, Andre Young       | Dr. Dre, The Glove        | 4:27 |
| 3.    | Phone Tap (intro)                      |                                                                           |                           | 0:34 |
| 4.    | Phone Tap (featuring Dr. Dre)          | Cruz, Jones, Taylor, Young, Jermaine Baxter                               | Dr. Dre, The Glove        | 3:46 |
| 5.    | Executive Decision                     | Baxter, Cruz, Jones, Samuel Barnes, Jean-Claude Olivier, Richard Pimentel | Poke and Tone, Curt Gowdy | 3:43 |
| 6.    | Firm Family (featuring Dr. Dre)        | Baxter, Al Goodman, Harry Ray, Sylvia Robinson, Richard Vick              | Dr. Dre, The Glove        | 3:59 |
| 7.    | Firm All Stars (featuring Pretty Boy)  | Barnes, Marchand, Olivier                                                 | Poke and Tone             | 3:20 |
| 8.    | Fuck Somebody Else (intro)             |                                                                           |                           | 1:24 |
| 9.    | Fuck Somebody Else                     | Marchand, Kenneth Gamble, Leon Huff                                       | Dr. Dre, The Glove        | 4:17 |
| 10.   | Hardcore                               | Barnes, Jones, Marchand, Olivier, James Harris III, Terry Lewis           | Poke and Tone             | 4:09 |
| 11.   | Untouchable (featuring Wizard)         | Jones, Melvin Bradford                                                    | Dr. Dre, Mel-Man          | 1:10 |
| 12.   | Five Minutes to Flush Intro            |                                                                           |                           | 0:47 |
| 13.   | Five Minutes to Flush                  | Baxter, Young, John Fletcher, Jalil Hutchins, Larry Smith                 | The Glove, Dr. Dre        | 4:42 |
| 14.   | Desperados (intro)                     |                                                                           |                           | 0:32 |
| 15.   | Desperados (featuring Canibus)         | Barnes, Baxter, Cruz, Olivier, Pimentel, Germaine Williams, Wasis Diop    | Poke and Tone             | 4:26 |
| 16.   | Firm Biz (featuring Dawn Robinson)     | Cruz, Jones, Marchand, Anthony Brockert, Leshan Lewis, Allen McGrier      | L.E.S.                    | 3:23 |
| 17.   | I'm Leaving (featuring Noreaga)        | Barnes, Baxter, Olivier, Victor Santiago                                  | Poke and Tone             | 3:30 |
| 18.   | Throw Your Guns (featuring Half-A-Mil) | Barnes, Cruz, Olivier, Jasun Wardlaw                                      | Poke and Tone             | 3:57 |
| 52:54 |                                        |                                                                           |                           |      |

## Samples
- Firm Fiasco utilise un sample du morceau À ma fille de Charles Aznavour.
- Phone Tap contient un sample de Petite Fleur du Chris Barber's Jazz Band, et a été repris lui-même par Faith Evans pour son tube Can't Believe.
- Fuck Somebody Else contient un sample de You Gonna Make Me Love Somebody Else de The Jones Girls
- Hardcore contient un sample de Your Love (Encore) de Cheryl Lynn.
- Five Minutes to Flush (Intro) contient un sample de Hard to Handle d'Etta James.
- Five Minutes to Flush contient un sample de Five Minutes Of Funk de Whodini.
- Firm Biz contient un sample de Square Biz de Teena Marie
- Firm All Stars contient un sample de Turn Off the Lights de Young Larry.
- Firm Family contient un sample de Come On Sexy Mama de The Moments.
- Untouchable contient un sample de Mother Nature de The Temptations.
- I'm Leaving contient un sample de I'm Leaving On a Jet Plane de John Denver.
- Desparados contient un sample de Dune de Wasis Diop.
- Executive Decision contient un sample de Ô Corse île d'amour de Tino Rossi.